# Método da posição falsa
Método da posição falsa ou regula falsi é um método numérico usado para resolver equações lineares definidas em um intervalo [a, b], partindo do pressuposto de que haja uma solução em um subintervalo contido em [a, b]. E assim, diminuindo esse subintervalo em partes cada vez menores, a solução estará onde a função tem sinais opostos, segundo o Teorema do Valor Intermediário. A determinação do tamanho do subintervalo é definida pelo critério de exatidão.

## História: o Papiro de Rhind

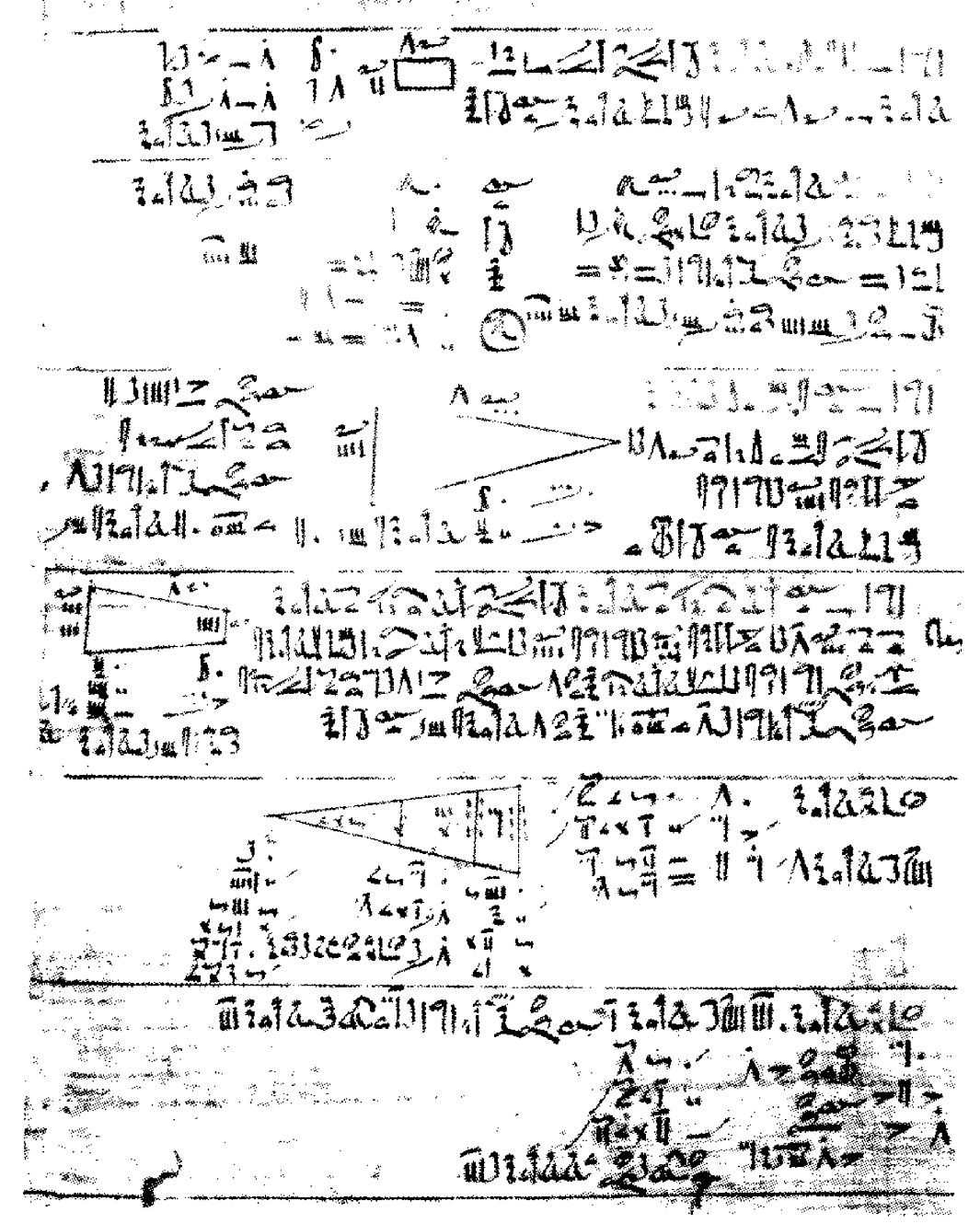
Papiro de Rhind

Em 1858,o escocês A.H Rhind (1833-1863), antiquário e advogado, adquiriu, no Egito, um papiro que continha textos matemáticos. Esse documento, que ficou conhecido como Papiro_de_Rhind ou Ahmes é datado do ano de 1650 a.C, e contém cerca de 85 problemas matemáticos resolvidos na forma de manual prático, copiados em escrita hierática, pelo escriba Ahmes, de um trabalho mais antigo.
Nesse papiro, esses 85 problemas se referem, na sua maioria, sobre o cotidiano dos antigos, tratando de problemas como: armazenamento de grãos, preço do pão, alimentação dos animais, etc.

Como os egípcios não tinham conhecimento da álgebra, como hoje, aplicavam técnicas aritméticas, como a posição falsa, e as incógnitas dos problemas eram chamadas de "montão".
Um exemplo do Papiro de Rhind
```
    
Um montão, mais a sua metade, seus dois terços, todos juntos são 26. Diga-me, quanto é esse montão?
```

Solução:
```
     Tomando 18 como 
valor falso
, sua metade (9) e seus dois terços (12), logo: 18+9+12=39
     Ajuste: 18 está para x, assim como 39 está para 26, portanto x= (18*26)/39, 
x=12

     
12 é o valor do montão!
```

Os egípcios usavam a seguinte técnica para resolver problemas do tipo ax=b: partiam de um valor x' qualquer, valor falso, para obter um valor b' como resposta. E, para obterem a resposta correta x, faziam a seguinte correção x= x'.b /b'.
Sendo assim, a explicação para esse método está na solução de uma função linear y=f(x)=ax, e, para saber que valor de x ele terá imagem igual a b, essa proporção é encontrada via semelhança de triângulos, e aí está o cerne do Método da Posição Falsa.

## O Método

Falsa Posição

Partimos de um intervalo inicial {\displaystyle [a_{0},b_{0}]} com {\displaystyle f(a_{0})}, e {\displaystyle f(b_{0})} de sinais opostos, assegurando que no interior existe pelo menos uma raiz, de acordo com o Teorema do Valor Intermediário. O objetivo do algoritmo é obter em cada passo um menor intervalo {\displaystyle [a_{k},b_{k}]} que ainda contenha uma raiz da função {\displaystyle f}. 
No número de iteração {\displaystyle k}, temos:
{\displaystyle c_{k}=b_{k}-{\frac {f(b_{k})(b_{k}-a_{k})}{f(b_{k})-f(a_{k})}}}
onde {\displaystyle c_{k}} é calculado.
{\displaystyle c_{k}} é a raiz da secante por meio de {\displaystyle (a_{k},f(a_{k}))} e {\displaystyle (b_{k},f(b_{k}))}. Se {\displaystyle f(a_{k})} e {\displaystyle f(c_{k})} têm o mesmo sinal, então escolhemos {\displaystyle a_{k+1}=c_{k}} e {\displaystyle b_{k+1}=b_{k}} , caso contrário, vamos definir {\displaystyle a_{k+1}=a_{k}} e {\displaystyle b_{k+1}=c_{k}} . Este processo é repetido até que seja encontrada uma raiz aproximada, suficientemente compatível com o erro máximo estimado.
A fórmula acima é também utilizada no método da secante, mas o método da secante sempre retém os últimos dois pontos calculados, ao passo que o método de posição falsa retém dois pontos que, certamente, próximo a eles há uma raiz. Por outro lado, a única diferença entre o método da falsa posição e o método da bissecção é que o último usa {\displaystyle c_{k}=(a_{k}+b_{k})/2}.

## Análise de Convergência
Como a posição falsa é um método intervalar, ele possui convergência garantida. Podemos mostrar que, na maioria dos casos, ele converge mais rápido que o método da bisseção. A ordem de convergência do método da posição falsa é semelhante ao método da secante, ou seja, 1,618 , em comparação com a ordem de convergência 1 do método da bisseção. Contudo, o algoritmo tem a desvantagem de que, se a função é convexa ou côncava próximo da solução, o ponto do intervalo mais distante da solução fica fixo, variando somente na sua vizinhança, convergindo muito lentamente (inclusive podendo ser mais lento que o método da bisseção).
Um exemplo disso ocorre na seguinte função:
{\displaystyle f(x)=2x^{3}-4x^{2}+3x\,}
começando com [-1,1]. O termo a esquerda do intervalo, -1, nunca muda, e o extremo direito, 1, se aproxima de 0 linearmente.
A situação em que o método falha é fácil de ver e fácil de corrigir, escolhendo um ck diferente, como:
{\displaystyle c_{k}={\frac {{\frac {1}{2}}f(b_{k})a_{k}-f(a_{k})b_{k}}{{\frac {1}{2}}f(b_{k})-f(a_{k})}}}
ou
{\displaystyle c_{k}={\frac {f(b_{k})a_{k}-{\frac {1}{2}}f(a_{k})b_{k}}{f(b_{k})-{\frac {1}{2}}f(a_{k})}}}
subtraindo o peso de um dos extremos do intervalo, para fazer com que o próximo ck ocorra desse lado da função.
O fator 2 utilizado acima, garante convergência superlinear (assintoticamente, o algoritmo executa dois passos para cada passo modificado normal). Há outras maneiras de obter ainda melhores taxas de convergência. O ajuste acima referido, e outras mudanças semelhantes são chamadas de Algoritmo Illinois. Ford (1995) resume e analisa esta e outras semelhantes variantes superlinear do método de falsa posição. A julgar pela bibliografia, métodos modificados da Falsa Posição eram bem conhecidos na década de 1970 e foram posteriormente esquecidos nos livros didáticos atuais.

## Algoritmo
```
  ENTRADA   aproximações iniciais de x0 e x1; tolerância TOL; Número máximo de iterações Nmax.
  SAÍDA     solução aproximada de x ou mensagem de erro.
  PASSO 1   Faça i=2
            k0=f(x0)
            k1=f(x1)
  PASSO 2  Enquanto i<= Nmax execute Passos 3 a 7
         PASSO 3 Faça x=x1-k1(x1-x0)/(k1-k0). //Calcula xi
         PASSO 4 Se |x-x1|<TOL, então
                 SAÍDA (x);(Solução encontrada)
                 PARE
         PASSO 5 Faça i=i+1;
                 k=f(x).
         PASSO 6 Se k.k1<0, então faça x0=x1;k0=k1
         PASSO 7 Faça x1=x;k1=k
  PASSO 8 SAÍDA (O método falhou após Nmax iterações)
          PARE
```

## Implementação em ambiente Scilab
```
  function [raiz,iter]=falsa_posicao(f,a,b,Tol),
  //calcula a raiz de f(x) no intervalo [a,b] com precisão Tol
  x0=a;
  x1=b;
  if f(x0)*f(x1)>=0 mensagem ("O valor de f(a) e f(b) devem ter sinal diferente");end;
  xp=(x0.*f(x1)-x1.*f(x0))./(f(x1)-f(x0));
  it=0;
  while (min(abs(f(xp)),(x1-x0))>Tol)&it<=150 do
      if f(x0).*f(xp) > 0 then 
      x0=xp; else x1=xp; end;
      xp=(x0.*f(x1)-x1.*f(x0))./(f(x1)-f(x0));
      it=it+1;
  end;
  raiz=xp;
  iter=i; 
  endfunction;
```

## Método da Dupla Falsa Posição

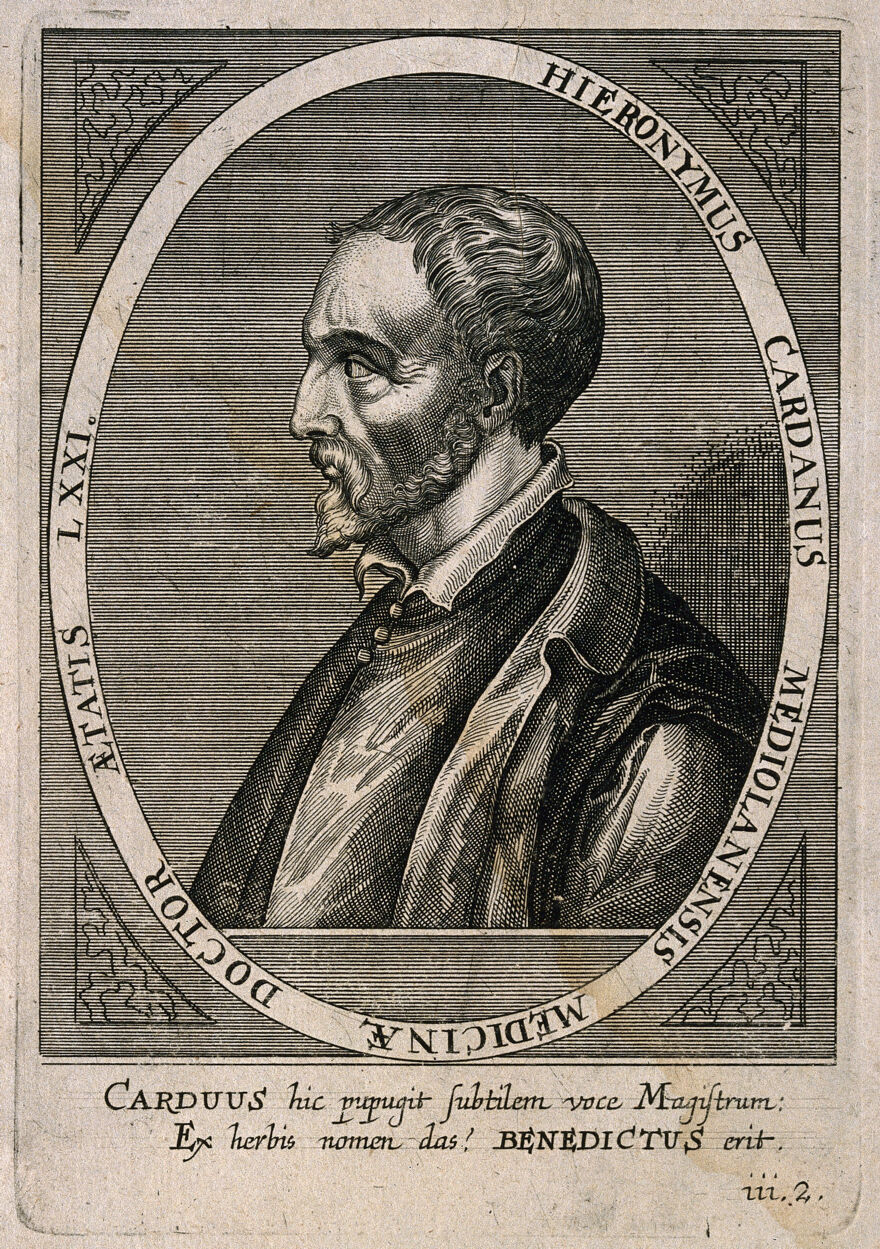
Cardano

Para equações do tipo ax+b=c, a regra não funciona, mas usando uma regra similar como "dupla falsa posição" podemos resolver.
Para isso devemos atribuir valores a e b falsos, e calcular f(a) e f(b), montando uma proporção do tipo
{\displaystyle {\frac {f(b)-f(a)}{b-a}}={\frac {f(b)-c}{b-x}}={\frac {c-f(a)}{x-a}}}
Essa regra pode ser aplicada para problemas não lineares e obteremos soluções aproximadas. Girolamo Cardano (1501-1576), foi um matemático italiano que usou esse método para resolução de problemas, aplicando-o repetidas vezes, visando aprimorar o resultado. Atualmente esse método chama-se Interpolação linear, para aproximar arco de curva por segmento de reta.

## Exemplo
Para a função {\displaystyle f(x)=cos(x)-x\,}, aplicando as regras da posição falsa e posição falsa ajustada pelo algoritmo de Illinois, obtemos a seguinte tabela:
| Iteração | Posição Falsa | Posição Falsa (Illinois) |
| -------- | ------------- | ------------------------ |
| 0        | 0,5           | 0,5                      |
| 1        | 0,7853981635  | 0,7853981635             |
| 2        | 0,7363841388  | 0,7363841388             |
| 3        | 0,7390581392  | 0,7390581392             |
| 4        | 0,7390848638  | 0,7390851495             |
| 5        | 0,7390851305  | 0,7390851332             |
| 6        | 0,7390851332  | 0,7390851332             |
| 7        | 0,7390851332  | 0,7390851332             |

Podemos observar que o algoritmo sem o ajuste precisou de mais iterações do que o ajustado para chegar a raiz.